# 円錐図法

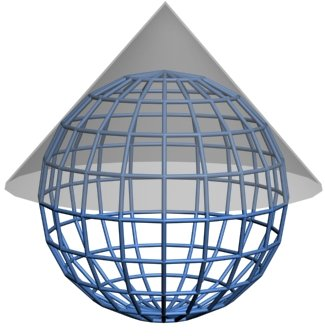
円錐図法の模式図。下の地球を上の円錐に投影する

円錐図法（えんすいずほう、英語: conic projection）は、緯線が同心円として描かれ、その中心から放射状に延びる直線として経線が描かれるが、緯線は円の一部でしかない（2つの経線のなす角は経度の差よりは狭い）地図の投影法。世界図は扇形となる。

## 投射図法
地球に接する（あるいは交わる）円錐を置き、適当な場所に光源を置いたときに地物が円錐上に落とす影を記録し、その円錐を適当な経度で切り開いたものとして定義される。たとえば地球中心に光源がある場合が心射円錐図法である。円錐の軸が地軸と一致する場合 (正軸法)、上述の経緯線の形状となる。
円錐図法の円錐と地球がひとつの緯度円で接する場合、この緯度を標準緯度という。円錐が地球に食い込むように置かれる場合、円錐と地球が交差する線は２つの緯度円であり、この場合は標準緯度が２つあるという。いずれにしても標準緯度では東西方向の長さが正しく表現される。
投射図法は、わかりやすいため概念的説明として用いられるが、特段有用な特徴がないので、実際にはほとんど使われない。
単円すい投影 割円すい投影などの種類がある。

### 円錐図法の特殊な場合としての方位図法・円筒図法
一標準緯線の場合、標準緯度を {\displaystyle \varphi _{0}} とすると頂角（円錐を切り開いた頂点に至る２つの縁がなす角）は360°×{\displaystyle \sin \varphi _{0}} となる。したがって標準緯度が極に近くなるにつれて頂角は広くなり、極においては全円周すなわち方位図法となる。また標準緯度が赤道に近くなるにつれて頂角は狭まり、経線は平行に近付いてゆく。その極限は、赤道で円筒が地球に接する場合の投射円筒図法である。心射円錐図法の場合の例を下に図示する。

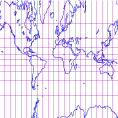
0°N (心射円筒図法)
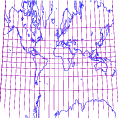
標準緯度1°Nの心射円錐図法
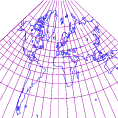
15°N
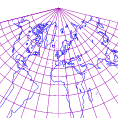
25°N
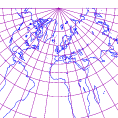
30°N
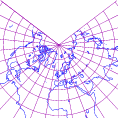
45°N
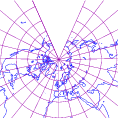
60°N
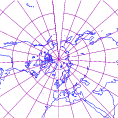
標準緯度75°Nの心射円錐図法
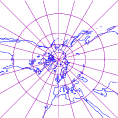
90°N(心射図法)

## 非投射図法
前述に類似して世界図が扇形（または円錐台の展開図）となる一群の投影法がある。経線上の距離が正しい正距円錐図法（トレミー図法）は作図も容易なことから古代のクラウディオス・プトレマイオス以来の歴史がある。ヨハン・ハインリッヒ・ランベルトにより正積性および正角性をもったランベルト正積円錐図法とランベルト正角円錐図法が考案された。その後、ランベルト正積円錐図法をより一般化したアルベルス正積円錐図法がハインリヒ・クリスティアン・アルベルスにより発表された。

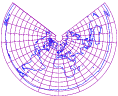
正距円錐図法
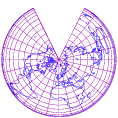
ランベルト正積円錐図法
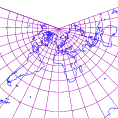
ランベルト正角円錐図法
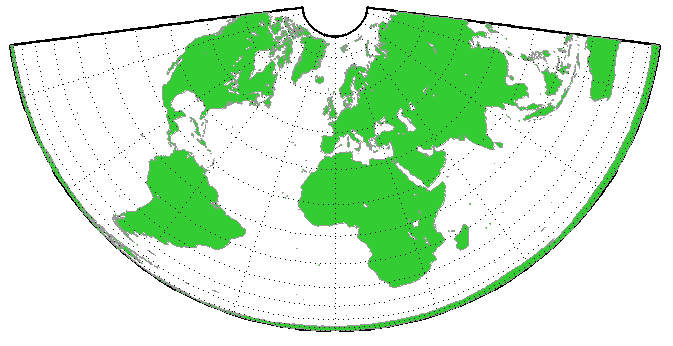
アルベルス正積円錐図法

## 擬円錐図法
円錐図法を変形させたものを擬円錐図法という。世界図はハート型や瓢箪型などの変わった形になるが、むしろ狭領域の地図に用いられることが主である。ボンヌ図法は正積図法であるとともに中央経線上の距離が正しい。多円錐図法は各緯線上の距離が正しいとともに中央経線上の距離が正しい。

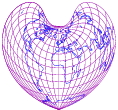
ボンヌ図法
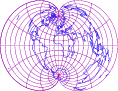
多円錐図法